# Petrus Nannius

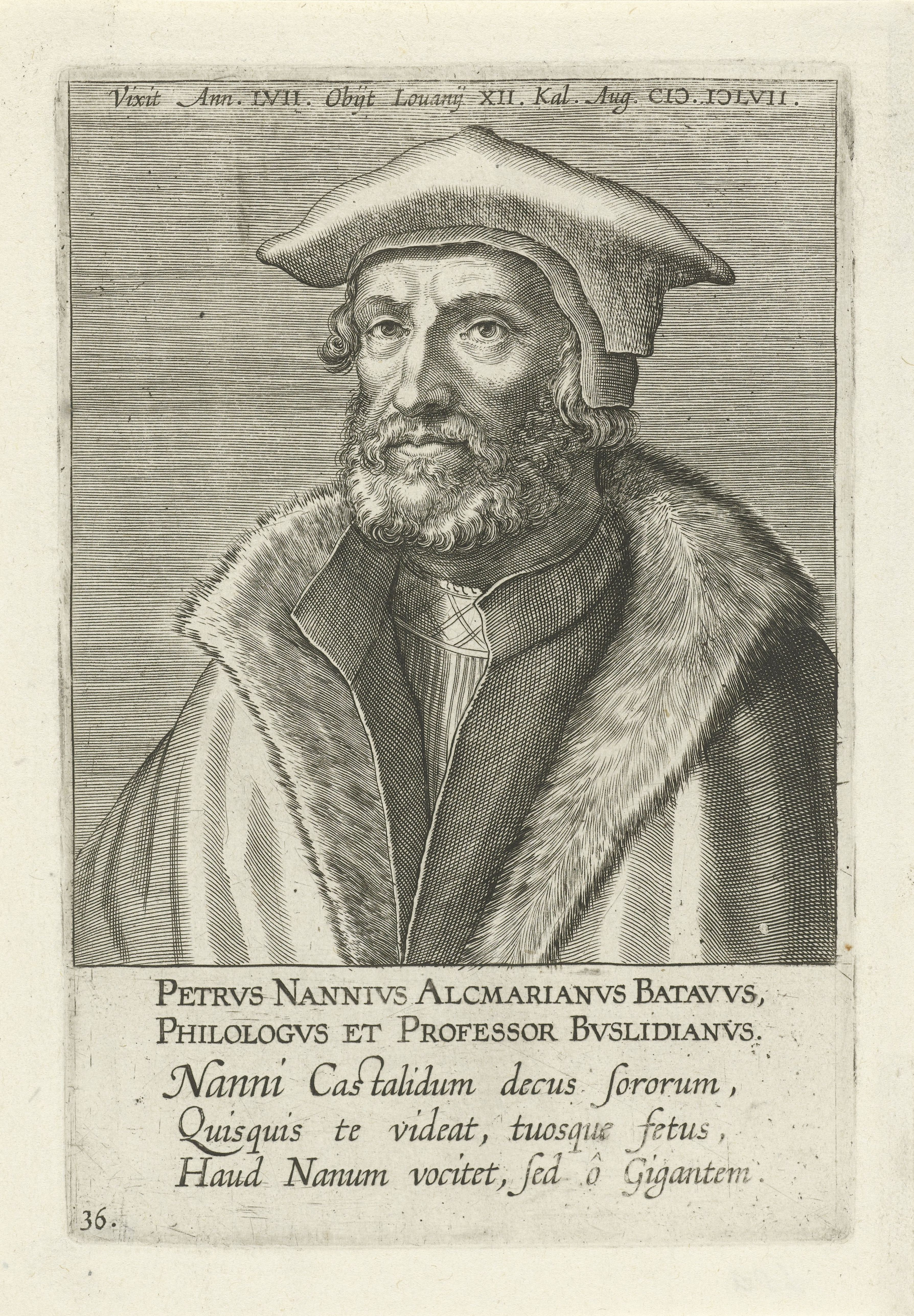
Porträt von Petrus Nannius

Petrus Nannius (auch Pieter Nanninck; * 1496 in Alkmaar; †  21. Juni 1557 in Löwen) war ein niederländischer Dichter, Altphilologe und Renaissance-Humanist des 16. Jahrhunderts. Er war Lateinprofessor am Collegium Trilingue in Löwen.

## Leben und Werk
Am 2. November 1518 schrieb sich Petrus Nannonis de Alcmare bei der Artistenfakultät der Universität Löwen ein. Die Grabrede des Cornelius Valerius nennt als sein Geburtsjahr 1496 in Alkmaar. Seine Schwester war mit einem Bürgermeister der Stadt verheiratet. Nannius besuchte erst die Lateinschule in Alkmaar, die die Brüder vom gemeinsamen Leben führten. Ab 1518 besuchte er in Löwen auch Vorlesungen des Collegium trilingue.
Nach dem Studium wurde Nannius in Westfriesland zum römisch-katholischen Priester geweiht. Von Minister Antoine Perrenot de Granvelle erhielt er eine kanonische Präbende. Sein religiöses Interesse führte immer wieder zur Befassung mit biblischen Texten, so in der Sapientia Salomonis (Basel, 1552). Den ersten Unterricht gab er in Alkmaar, 1521 wurde er Rektor der Lateinschule in Gouda, 1522 der in Alkmaar bis 1533/1534. Im Winter zwangen ihn Kriegsgewalt und politische Unruhen zur Rückkehr nach Löwen, wo er im Augustinerkloster Griechisch unterrichtete. Seit 1535 gehörte er der Artistenfakultät an, wo er seinen früheren Lehrer Rutger Rescius wiedertraf. Mit Erasmus von Rotterdam stand er im Kontakt.
1539 folgte er Conrad Goclenius als Lateinrektor im Collegium Trilingue, wo er anerkannte Intellektuelle der Zeit wie Jakobus Cruquius († 1584) unterrichtete. Nach Justus Lipsius war Nannius die erste Person, die die Liebe zu Briefen im Collegium einführte. Er lehrte bis zu seinem Tod 1557. Begraben wurde er in der Löwener Sint Pieterskirche, doch ist das Grab nicht erhalten.
Nannius verfasste einen Kommentar der Ars Poetica des Horaz, worin er viele Ähnlichkeiten zur Menippeischen Satire erkannte. Er übersetzte auch griechische Autoren wie Aischines, Plutarch und Athanasius. Weiter verfasste er zehn Bücher kritischer und erläuternder Miscellanea, Kommentare zu den Eklogen und zum IV. Buch der Aeneis des Vergil.

## Schriften
Kommentare
- Vergil: Aeneis IV (1544),[2] Bucolica (1559, post mortem)
- Livius: Ab Urbe condita III (1545)
- Cicero: In Verrem (1546)
- Σύμμικτα oder Miscellanea (1548)
- Horaz: Ars poetica (1608, post mortem)

Übersetzungen griechischer Texte
- Lukian: 7 Götterdialoge; 4 Dialoge der Seegötter (1528)
- Basilius von Caesarea: Homilien (1538 und 1539)
- Plutarch: Leben des Phocion und Cato der Jüngere (1540)
- Athenagoras: Zur Auferstehung der Toten (1541, editio princeps)
- Athanasius: Sämtliche Werke (1556)

Eigene Werke
- Vinctus (1522)
- Declamatio de Bello Turcis Inferendo (1535/6)[3]
- Orationes tres (1541)
- Dialogismi heroinarum (1541 and 1550)
- Declamatio quodlibetica, de aeternitate mundi (1549)
- Traumreden (1611, post mortem)
  - Somnium, sive Paralipomena Virgilii: Res Inferae a Poeta relictae
  - Somnium alterum In lib. Il Lucretii Praefatio

## Einzelbelege
1. ↑  Jacobus Cruquius - Deutsche Digitale Bibliothek. Abgerufen am 6. August 2023.
2. ↑  Xander Feys: Reading Vergil through Homer: the Role of the Greek Language in Petrus Nannius’ Deuterologiae sive spicilegia. In Trilingual learning: The study of Greek and Hebrew in a Latin world (1000-1700), hg. v.  Raf van Rooy, P. van Hecke, and T. van Hal. Turnhout: Brepols 2023.
3. ↑  Martijn Jaspers: Lazy but Cruel: Oriental Stereotypes in Petrus Nannius' 'Declamatio de bello Turcis Inferendo' (Leuven: Rutger Rescius, 1536). In: Bibliothèque d'Humanisme et Renaissance. LXXXII, no. 3. Jahrgang, 2020, S. 515–533 (englisch, droz.org).

| Personendaten    | Personendaten                          |
| ---------------- | -------------------------------------- |
| NAME             | Nannius, Petrus                        |
| ALTERNATIVNAMEN  | Nanning, Peter                         |
| KURZBESCHREIBUNG | deutscher Humanist und Lateinprofessor |
| GEBURTSDATUM     | 1496                                   |
| GEBURTSORT       | Alkmaar                                |
| STERBEDATUM      | 21. Juni 1557                          |
| STERBEORT        | Löwen                                  |